# Unione Sportiva Cremonese 1971-1972
Questa pagina raccoglie le informazioni riguardanti l'Unione Sportiva Cremonese nelle competizioni ufficiali delle stagione 1971-1972.

## Stagione
Nella stagione 1971-1972 la Cremonese ha disputato il campionato di Serie C, girone A, classificandosi al quinto posto con 44 punti, il Lecco con 51 punti è stato promosso in Serie B. Una neopromossa da record, la Cremonese di Titta Rota, che fa spaventare la ritrovata Serie C e disputa una stagione coi fiocchi. I grigiorossi iniziano il torneo con 15 risultati utili, che aggiunti ai 21 della stagione scorsa, formano una striscia di 32 partite senza macchia. L'imbattibilità termina a Belluno il 2 gennaio 1972. Ad una squadra già molto competitiva a ottobre si aggiunge Massimo Silva arrivato dall'Inter, con nove reti sarà il cannoniere stagionale. Una grande soddisfazione arriva dal settore giovanile, i ragazzi di Ennio Rota conquistano il titolo italiano nella categoria Allievi, battendo nella finalissima il Treviso.

## Rosa
| N. |                   | Ruolo | Calciatore             |
| -- | ----------------- | ----- | ---------------------- |
|    | Italia (bandiera) | D     | Giuseppe Borsotti      |
|    | Italia (bandiera) | A     | Tarcisio Cantoni       |
|    | Italia (bandiera) | C     | Guglielmo Carminati    |
|    | Italia (bandiera) | D     | Luciano Cesini         |
|    | Italia (bandiera) | C     | Gianfranco Delle Donne |
|    | Italia (bandiera) | C     | Innocenzo Donina       |
|    | Italia (bandiera) | P     | Marcello Grassi        |
|    | Italia (bandiera) | D     | Aristide Guarneri      |
|    | Italia (bandiera) | A     | Giorgio Guarnieri      |

| N. |                   | Ruolo | Calciatore        |
| -- | ----------------- | ----- | ----------------- |
|    | Italia (bandiera) | D     | Lionello Maianti  |
|    | Italia (bandiera) | C     | Mario Morosini    |
|    | Italia (bandiera) | D     | Gianfranco Platto |
|    | Italia (bandiera) | C     | Claudio Ripari    |
|    | Italia (bandiera) | A     | Massimo Silva     |
|    | Italia (bandiera) | C     | Alberto Sironi    |
|    | Italia (bandiera) | C     | Marco Torresani   |
|    | Italia (bandiera) | P     | Gianni Uccelli    |
|    | Italia (bandiera) | C     | Sergio Velmini    |

## Risultati

### Girone di andata
| Busto Arsizio 12 settembre 1971 1ª giornata | Pro Patria    | 0 – 0 | Cremonese | Stadio Comunale\| Arbitro: \| Lops (Torino) \| |
| Arbitro:                                    | Lops (Torino) |       |           |                                                |

| Cremona 19 settembre 1971 2ª giornata | Cremonese        | 0 – 0 | Lecco | Stadio Giovanni Zini\| Arbitro: \| Vaccaro (Torino) \| |
| Arbitro:                              | Vaccaro (Torino) |       |       |                                                        |

| Arbitro: | Lanzetti (Viterbo) |

|             |           |                                                |
| Tonelli 86’ | Marcatori | 26’, 35’ Delle Donne 32’ Guarnieri 79’ Cantoni |

| Cremona 3 ottobre 1971 4ª giornata | Cremonese           | 0 – 0 | Treviso | Stadio Giovanni Zini\| Arbitro: \| Lattanzi (Macerata) \| |
| Arbitro:                           | Lattanzi (Macerata) |       |         |                                                           |

| Arbitro: | Ciulli (Roma) |

|                           |           |              |
| Cantoni 62’ Guarnieri 77’ | Marcatori | 83’ Franzoni |

| Arbitro: | Agnolin (Bassano del Grappa) |

|                    |           |              |
| Vanzini 73’ (rig.) | Marcatori | 42’ Morosini |

| Arbitro: | Crista (Livorno) |

|  |           |                 |
|  | Marcatori | 42’ Delle Donne |

| Cremona 31 ottobre 1971 8ª giornata | Cremonese           | 0 – 0 | Rovereto | Stadio Giovanni Zini\| Arbitro: \| Vannucchi (Bologna) \| |
| Arbitro:                            | Vannucchi (Bologna) |       |          |                                                           |

| Arbitro: | Barboni (Firenze) |

|                   |           |               |
| Gabetto 5’ (rig.) | Marcatori | 26’ Guarnieri |

| Arbitro: | Testuzza (Genova) |

|               |           |  |
| Guarnieri 84’ | Marcatori |  |

| Seregno 21 novembre 11ª giornata | Seregno          | 0 – 0 | Cremonese | Stadio Ferruccio\| Arbitro: \| Benedetti (Roma) \| |
| Arbitro:                         | Benedetti (Roma) |       |           |                                                    |

| Arbitro: | Monforte (Palermo) |

|                         |           |  |
| Silva 60’ Guarnieri 88’ | Marcatori |  |

| Venezia 5 dicembre 1971 13ª giornata | Venezia       | 0 – 0 | Cremonese | Stadio Pierluigi Penzo\| Arbitro: \| Lupi (Genova) \| |
| Arbitro:                             | Lupi (Genova) |       |           |                                                       |

| Arbitro: | Grassi (Savona) |

|                |           |  |
| Silva 10’, 30’ | Marcatori |  |

| Arbitro: | Crista (Livorno) |

|                         |           |  |
| Carminati 57’ Silva 61’ | Marcatori |  |

| Arbitro: | Lenardon (Siena) |

|                       |           |                 |
| Rigo 2’ Inferrera 38’ | Marcatori | 45’ Delle Donne |

| Arbitro: | Lanzetti (Viterbo) |

|                |           |           |
| Silva 13’, 31’ | Marcatori | 81’ Marin |

| Arbitro: | Chiapponi (Livorno) |

|                                          |           |                        |
| Milanesi 19’ Pellegrini 26’ Sigarini 33’ | Marcatori | 20’ Morosini 52’ Silva |

| Arbitro: | Baldoni (Ancona) |

|  |           |           |
|  | Marcatori | 59’ Rosso |

### Girone di ritorno
| Arbitro: | Levrero (Genova) |

|            |           |  |
| Donina 26’ | Marcatori |  |

| Arbitro: | Prati (Parma) |

|                     |           |  |
| Chinellato 21’, 31’ | Marcatori |  |

| Cremona 13 febbraio 1972 22ª giornata | Cremonese          | 0 – 0 | Pro Vercelli | Stadio Giovanni Zini\| Arbitro: \| Pesciarelli (Roma) \| |
| Arbitro:                              | Pesciarelli (Roma) |       |              |                                                          |

| Arbitro: | Busalacchi (Palermo) |

|              |           |               |
| Osellame 10’ | Marcatori | 67’ Carminati |

| Arbitro: | Vannucchi (Bologna) |

|  |           |                          |
|  | Marcatori | 70’ Donina 90’ Guarnieri |

| Arbitro: | Lattanzi (Roma) |

|          |           |                       |
| Silva 6’ | Marcatori | 5’ Proietti Farinelli |

| Arbitro: | Abati (Livorno) |

|           |           |  |
| Silva 33’ | Marcatori |  |

| Arbitro: | Calì (Roma) |

|                        |           |  |
| Musa 8’, 88’ Fazzi 78’ | Marcatori |  |

| Cremona 9 aprile 1972 28ª giornata | Cremonese              | 0 – 0 | Imperia | Stadio Giovanni Zini\| Arbitro: \| Martinelli (Catanzaro) \| |
| Arbitro:                           | Martinelli (Catanzaro) |       |         |                                                              |

| Legnano 16 aprile 1972 29ª giornata | Legnano                   | 0 – 0 | Cremonese | Stadio Comunale\| Arbitro: \| Turiano (Reggio Calabria) \| |
| Arbitro:                            | Turiano (Reggio Calabria) |       |           |                                                            |

| Cremona 23 aprile 1972 30ª giornata | Cremonese           | 0 – 0 | Seregno | Stadio Giovanni Zini\| Arbitro: \| Menicucci (Firenze) \| |
| Arbitro:                            | Menicucci (Firenze) |       |         |                                                           |

| Arbitro: | Grassi (Savona) |

|                   |           |  |
| Bordon 25’ (rig.) | Marcatori |  |

| Arbitro: | Ciulli (Roma) |

|                |           |  |
| Kuk 10’ (aut.) | Marcatori |  |

| Arbitro: | Clerico (Chiavari) |

|                 |           |               |
| Dalle Crode 77’ | Marcatori | 80’ Carminati |

| Tortona 21 maggio 1972 34ª giornata | Derthona            | 0 – 0 | Cremonese | Stadio Fausto Coppi\| Arbitro: \| Del Fiandra (Massa) \| |
| Arbitro:                            | Del Fiandra (Massa) |       |           |                                                          |

| Arbitro: | Vaccaro (Torino) |

|                             |           |             |
| Guarnieri 48’ Carminati 84’ | Marcatori | 89’ Gaiotti |

| Arbitro: | Abati (Livorno) |

|             |           |                    |
| Frisoni 28’ | Marcatori | 87’ (aut.) Filippi |

| Arbitro: | Cesari (Bologna) |

|            |           |            |
| Donina 82’ | Marcatori | 50’ Medeot |

| Arbitro: | Ciulli (Roma) |

|                      |           |  |
| Balestrieri 53’, 90’ | Marcatori |  |